# Ізраїльсько-йорданська мирова угода
Договір про мир між Державою Ізраїль та Йорданським Хашимітським Королівством (івр. הסכם השלום בין ישראל לירדן; араб. معاهدة السلام الأردنية الإسرائيلية) — мирний договір, підписаний у 1994 році між Ізраїлем і Йорданією та призначений для нормалізації відносин між двома країнами, врегулювання територіального конфлікту між ними.

## Попередні переговори
Прем'єр-міністр Ізраїлю Іцхак Рабин і міністр закордонних справ Шимон Перес повідомили королю Хусейну, що після угод в Осло, Йорданія може «залишитися поза грою». Хусейн провів консультації з президентом Єгипту Хосні Мубараком і президентом Сирії Хафез Асадом. Мубарак підтримав його, а Асад порадив йому тільки «поговорити» з Ізраїлем, а не підписувати будь-які угоди. Тодішній президент США Білл Клінтон почав тиснути на Хусейна, щоб той розпочав мирні переговори і підписав мирний договір з Ізраїлем, і пообіцяв йому, що анулює всі йорданські борги. Зусилля США призвели до неабиякого успіху: Йорданія ухвалила рішення підписати угоду з Ізраїлем.
25 липня 1994 року Рабин, Хусейн і Клінтон підписали «Вашингтонську декларацію» у Вашингтоні, округ Колумбія. У ній говорилося, що Ізраїль і Йорданія оголошують про кінець офіційного стану ворожнечі, і початку переговорів з метою досягнення «кінця кровопролиття і скорботи», а також справедливого і міцного миру.

Прем'єр-міністр І. Рабин і король Хусейн виголосили урочисті промови. Король Хусейн зокрема сказав:
Багато років у кожній молитві я просив Всевишнього Бога допомогти мені стати одним із творців миру! Це те, про що мріяв мій великий дід, а зараз мрію я. Ми відчуваємо, що близькі до цієї мрії. Природне прийде на зміну неприродному в нашому житті, що довгі роки, на жаль, було природним.

## Підписання угоди
У липні 1994 року прем'єр-міністр Йорданії Абдельсалам аль-Маджалі оголосив «кінець ери воєн», а Шимон Перес заявив, що «момент миру настав». Рабин і король Хусейн провів відкрите засідання з Клінтоном у Білому домі.
26 жовтня 1994 року Йорданія та Ізраїль підписали цей історичний мирний договір, на церемонії, що відбулася в долині Арава в Ізраїлі, на північ від Ейлата та поблизу йорданського кордону. Прем'єр-міністр Рабин і прем'єр-міністр Абдельсалам аль-Маджалі підписали договір, президент Ізраїлю Езер Вейцман потиснув руку королю Хусейну. Це відбулося в присутності президента Білла Клінтона, супроводжуваного держсекретарем США Уорреном Крістофером.
Єгипет радо підтримав угоду, а Сирія повністю проігнорувала її. Група ліванських бойовиків «Хезболли» на знак протесту проти договору за 20 хвилин до початку церемонії підписання обстріляла населені пункти північній Галілеї мінометами та ракетами. Ізраїльські жителі, які були змушені евакуюватися до бомбосховища, взяли з собою радіоприймачі і переносні телевізори, щоб не пропустити момент підписання другого в історії Ізраїлю мирного договору з арабською державою.

## Основи договору
- Кордони: затвердженим кордоном була встановлена річка Йордан, і домовлено, що якщо її русло зміниться, Йорданський кордон піде за новим руслом. Крім того, Ізраїль передав Йорданії 300 квадратних кілометрів, в тому числі так званий «острів миру», а також 2850 дунамів (2,85 км) в пустелі Арава (Muvlaat Tzofar). Шматок кордону від Ейн-Геді до Бейт Шеана не був встановлений, оскільки Йорданія заявила, що Палестинська адміністрація повинна бути партнером для встановлення цієї межі.

- Нормалізація: повна нормалізація відносин, встановлення дипломатичних відносин і відкриття посольств, надання туристам віз, відкриття повітряних сполучень, свобода доступу до морських портів і створення вільних торгових зон і промислових парків в Арава.

- Безпека й оборона: повага суверенітету і територіальної цілісності кожної зі сторін, непорушення кордонів без дозволу. Співробітництво в боротьбі з тероризмом і спільні зусилля по боротьбі з терором, у тому числі захист від нападів і порушення кордонів контрабандистами. Кожна країна зобов'язана запобігати будь-яких ворожих дій проти іншої сторони, і не співпрацювати з будь-якою терористичною організацією.

- Єрусалим: Йорданії віддаватиметься перевага (як опікуна або зберігача мусульманських святих місць), коли йтиметься про становище мусульманських святих місць у місті в рамках будь-яких майбутніх мирних угод із палестинцями.

- Вода: в рамках справедливого поділу води річки Йордан і підземних водних ресурсів пустелі Арава, Ізраїль погодився надавати Йорданії 50 млн кубів води на рік (Йорданія вимагала 100 млн) і частку в річці Ярмук (Йорданія має 3/4 частини води з неї). Обидві країни також змушені розвивати інші водні ресурси та водосховища, і допомагати один одному в роки посухи.

- Палестинські біженці: Ізраїль і Йорданія буде співпрацювати з тим, щоб полегшити страждання біженців, у тому числі в чотиристоронньому комітеті (Ізраїль, Йорданія, Єгипет і палестинці), який намагатиметься працювати в напрямку розв'язання проблеми.

## Непорозуміння сьогодні
24 листопада 2018 року Йорданія вже довела до ізраїльтян, що має намір повернути дві ділянки території, котрі залишилися у приватній власності Ізраїлю відповідно до мирного договору. У рамках угоди Ізраїль орендував близько 405 гектарів сільськогосподарських угідь у південному секторі свого кордону з Йорданією під назвою Аль-Гумар, а також земельну ділянку в районі Аль-Бакура, що неподалік злиття річок Йордан і Ярмук. Ці території — багаті на воду сільськогосподарські угіддя, що обробляються ізраїльськими фермерами, — у 1994 р., згідно з мирним договором між Ізраїлем та Йорданією, були закріплені за Амманом. Проте, оскільки раніше їх уже використовували єврейські поселенці, Ізраїль отримав право на їх безоплатну оренду. Продовження оренди автоматичне, але раз на 12 місяців можна скасувати цей автоматичний договір. І поки що незрозуміло, як і коли ці землі можуть бути передані у власність Йорданії, адже вони перебувають під контролем Ізраїлю безперервно з самого 1948 року. Можна спрогнозувати, що цей крок йорданського короля здатен спровокувати розвал усього регіонального порядку на Близькому Сході, сформованого за підсумками арабо-ізраїльських воєн, коли Йорданія і Єгипет були тими двома країнами, які підписали мирний договір з Ізраїлем.